# Kościół Narodzenia Najświętszej Maryi Panny w Krzęcinie
Kościół Narodzenia Najświętszej Maryi Panny w Krzęcinie  – zabytkowy, drewniany kościół znajdujący się w Krzęcinie, w gminie Skawina, w powiecie krakowskim.
Obiekt został wpisany do rejestru zabytków nieruchomych województwa małopolskiego oraz znajduje się na Szlaku Architektury Drewnianej województwa małopolskiego.

## Historia
Kościół wybudowany w 1589 roku, gruntownie przebudowany w 2. poł. XVIII w. Wielokrotnie odnawiany w XX wieku.

## Architektura

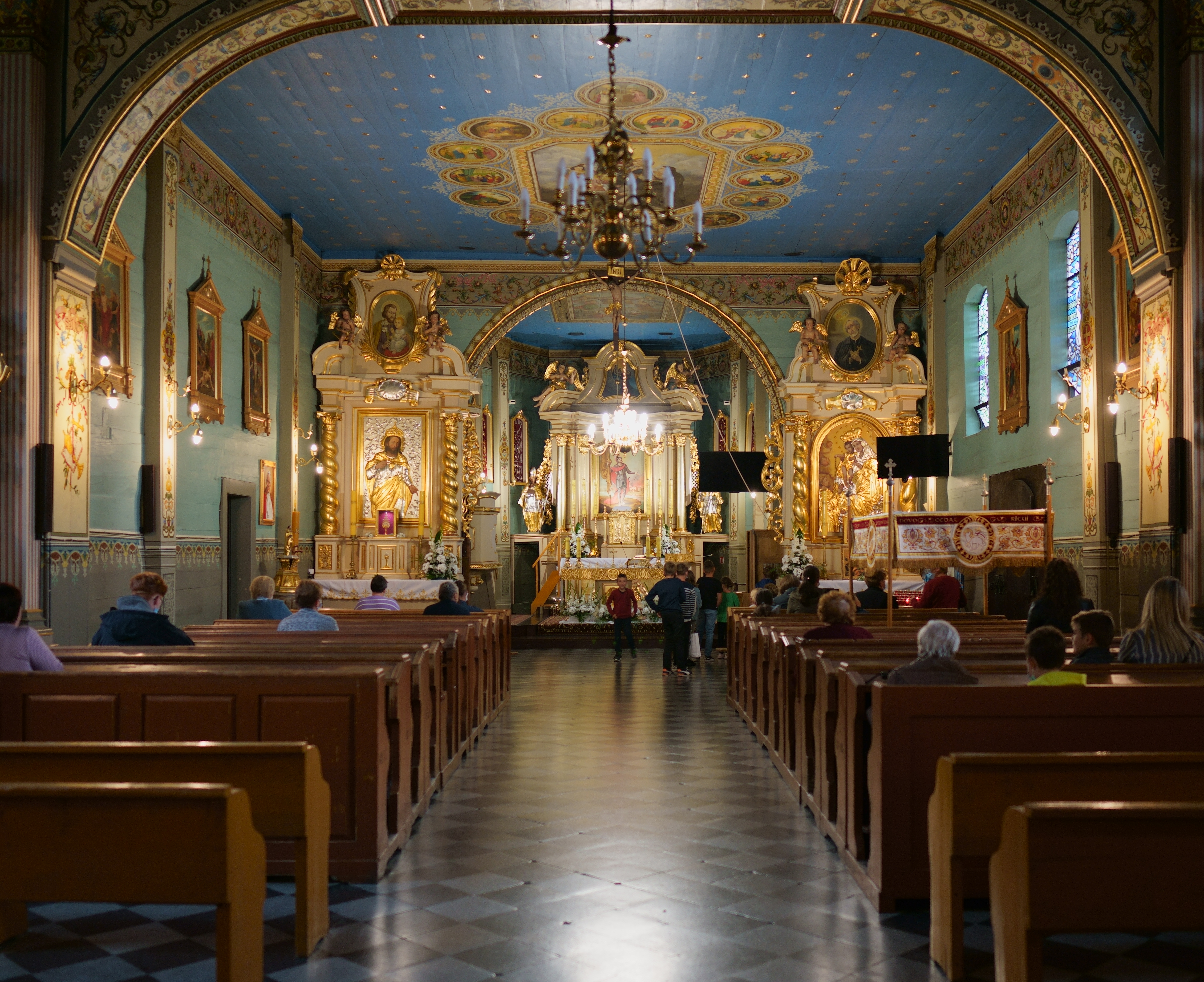
Wnętrze świątyni

Budynek drewniany na podmurówce, jednonawowy, prezbiterium zamknięte trójbocznie. W 1887 roku przedłużono nawę kościoła i od strony zachodniej dobudowano dwie wieże. Górne arkadowe pięterka wież, zabezpieczone balustradami, podtrzymują na słupach konstrukcje wysmukłych iglicowych hełmów. Nawa i prezbiterium nakryta osobnym dachem dwuspadowym, pobite gontem. Ściany kościoła oszalowane pionowymi deskami.